# Wiktor Zatwarski
Wiktor Zatwarski (ur. 2 listopada 1935 w Zdołbunowie, woj. wołyńskie, ob. Ukraina, zm. 31 sierpnia 2022) – piosenkarz i aktor.
W 1953 ukończył liceum ogólnokształcące w Białej koło Prudnika. Zadebiutował w 1957 roku rolą teatralną po ukończeniu Państwowej Wyższej Szkoły Teatralnej w Krakowie.
W latach 1969–1977 występował na festiwalach piosenki w Zielonej Górze, Kołobrzegu, Sopocie i Opolu. W 1969 roku na Festiwalu Piosenki Żołnierskiej w Kołobrzegu otrzymał nagrodę Brązowego Pierścienia za wykonanie piosenki Jak na lato (muzyka F. Nowak, słowa J. Urbanowicz). W tym samym roku na VII Krajowym Festiwalu Piosenki Polskiej w Opolu dostał wyróżnienie za piosenkę Srebrne wesele (muzyka S. Rembowski, słowa E. Fiszer).
Pochowany na Cmentarzu Powązkowskim w Warszawie.

## Filmografia
- 2006: Kopciuszek – staruszek
- 2005: M jak miłość – pacjent w przychodni Kotowicza i mieszkaniec osiedla Norberta
- 2005: Plebania – ksiądz
- 2004: Męskie-żeńskie – aktor
- 2003: Na Wspólnej – ksiądz i chory mężczyzna
- 1982: Sen o Wiktorii